# Phalera bucephaloides
Phalera bucephaloides är en fjärilsart som beskrevs av Ferdinand Ochsenheimer 1810. Phalera bucephaloides ingår i släktet Phalera och familjen tandspinnare. Inga underarter finns listade i Catalogue of Life.